# Lepidopilum filosum
Lepidopilum filosum är en bladmossart som beskrevs av Theodor Carl Karl Julius Herzog 1916. Lepidopilum filosum ingår i släktet Lepidopilum och familjen Daltoniaceae. Inga underarter finns listade i Catalogue of Life.